# Humbercourt
 Humbercourt   ist eine französische Gemeinde mit 253 Einwohnern (Stand 1. Januar 2022) im Département Somme in der Region Hauts-de-France. Sie gehört zum Arrondissement Amiens und zum Kanton Doullens.

## Bevölkerungsentwicklung
| Jahr      | 1962 | 1968 | 1975 | 1982 | 1990 | 1999 | 2009 |
| Einwohner | 352  | 370  | 327  | 303  | 295  | 279  | 255  |

## Sehenswürdigkeiten
- Kirche Assomption-de-la-Sainte-Vierge (12.–18. Jahrhundert)

## Persönlichkeiten
- Robert Fretel de Vismes, 1189 Herr von Humbercourt
- Jeanne Fretel de Vismes, † 1400, Erbin von Humbercourt ⚭ Jean I. de Brimeu, Herr von Humbercourt (Haus Brimeu)
- David de Brimeu, † 1427, Seigneur de Humbercourt
- Jean II. de Brimeu, † 1441, Seigneur de Humbercourt
- Guy de Brimeu, † 1477, Graf von Megen, kaiserlicher Hofpfalzgraf, Seigneur de Humbercourt
- Charles de Brimeu, † 1572, Graf von Megen, spanischer Statthalter in den Niederlanden
- Jean-Pierre Tempet (* 1954), französischer Fußball-Nationaltorhüter, geboren in Humbercourt